# A Funny Thing Happened on the Way to the Forum (película de 1966)
A Funny Thing Happened on the Way to the Forum (Golfus de Roma en España, Algo gracioso sucedió camino del foro en Hispanoamérica), es una película británica de 1966 dirigida por Richard Lester, con Zero Mostel como actor principal. Está basada en el musical del mismo título.

## Sinopsis
Cuando un esclavo astuto, mentiroso, perezoso, ocurrente y tramposo descubre que el hijo de su amo está enamorado de una joven virgen, le ofrece su ayuda para conquistarla si a cambio le concede la libertad. Pero los amoríos se ven obstaculizados por asombrosas sorpresas, ingeniosos disfraces y una alocada carrera de cuadrigas.

## Reparto
| Actor             | Personaje               |
| ----------------- | ----------------------- |
| Zero Mostel       | Pséudolus               |
| Phil Silvers      | Marcus Lycus            |
| Buster Keaton     | Erronius                |
| Michael Crawford  | Hero                    |
| Jack Gilford      | Hysterium               |
| Annette Andre     | Philia                  |
| Michael Hordern   | Senex                   |
| Leon Greene       | Capitán Miles Gloriosus |
| Roy Kinnear       | Instructor gladiador    |
| John Bluthal      | Jefe de la guardia      |
| Pamela Brown      | Sacerdotisa             |
| Patricia Jessel   | Domina                  |
| Beatrix Lehmann   | Madre de Domina         |
| Frank Thornton    | Centinela 1             |
| Peter Butterworth | Centinela 2             |
| Ingrid Pitt       | Cortesana               |

## Premios
- 1966: Oscar: Mejor música (adaptada)
- 1966: Globos de Oro: Candidata a mejor película - Comedia/musical